# Dị biệt (phim)
Divergent (tựa tiếng Việt: Dị biệt) là một bộ phim hành động khoa học viễn tưởng Mỹ năm 2014 được đạo diễn bởi Neil Burger, dựa trên cuốn tiểu thuyết cùng tên của nữ nhà văn Veronica Roth. Đây là bộ phim đầu tiên của loạt phim The Divergent Series và được sản xuất bởi Lucy Fisher, Pouya Shabazian, và Douglas Wick với phần kịch bản được viết bởi Evan Daugherty và Vanessa Taylor. Bộ phim có sự tham gia của các diễn viên Shailene Woodley, Theo James, Ashley Judd, Jai Courtney, Ray Stevenson, Zoë Kravitz, Miles Teller, Tony Goldwyn, Ansel Elgort, Maggie Q và Kate Winslet. Bối cảnh câu chuyện diễn ra trong một phiên bản Chicago hoang tàn của tương lai nơi xã hội phân chia thành năm môn phái dựa trên những đức tính của con người. Beatrice Prior được cảnh báo rằng cô là một Divergent và vì thế nên cô không thuộc về bất cứ một môn phái nào, và rồi cô nhanh chóng nhận ra một cuộc xung đột đang lớn dần bên trong cái xã hội tưởng chừng như là hoàn hảo trong mắt cô.
Công việc phát triển của Divergent được bắt đầu từ tháng 3 năm 2011 khi Summit Entertainment mua được bản quyền của bộ phim cùng với công ty sản xuất của Douglas Wick và Lucy Fisher, Red Wagon Entertainment. Việc quay phim được bắt đầu vào ngày 16 tháng 4 năm 2013 và kết thúc vào ngày 16 tháng 7 năm 2013, với một số cảnh quay lại được thực hiện vào ngày 24–26 tháng 1 năm 2014. Công việc sản xuất chủ yếu được thực hiện ở Chicago.
Divergent phát hành vào ngày 21 tháng 3 năm 2014 tại Mỹ, cùng ngày với Việt Nam. Bộ phim nhận được nhiều ý kiến trái chiều từ các nhà phê bình, chủ yếu ca ngợi phần diễn xuất vững chắc của các diễn viên, nhưng đồng thời cũng chỉ trích phần thực hiện nói chung cũng như phần nội dung dễ đoán trước và đồng thời cũng trái với cốt truyện của cuốn tiểu thuyết. Nhiều nhà phê bình cũng đặt ra nhiều sự so sánh với The Hunger Games, vốn có phần nội dung và nhân vật khá tương đồng. Mặc dù vậy, bộ phim vẫn rất thành công về mặt doanh thu và đứng vị trí quán quân về doanh thu phòng vé ngay trong tuần đầu tiên ra mắt. Từ ngày phát hành, bộ phim đã thu về hơn 288 triệu USD trên toàn thế giới dù cho mức kinh phí sử dụng chỉ là 85 triệu USD Divergent được phát hành dưới định dạng DVD và Blu-ray vào ngày 5 tháng 8 năm 2014.
Phần tiếp theo, The Divergent Series: Insurgent, được lên lịch phát hành vào ngày 20 tháng 3 năm 2015 tại Mỹ.

## Nội dung
Trong một thành phố Chicago của tương lai, xã hội được phân chia thành năm môn phái khác nhau: Abnegation (vị tha), Amity (Hữu Nghị), Candor (trung thực), Dauntless (gan dạ), và Erudite (uyên bác). Các thành viên phải gia nhập một môn phái dựa trên bản chất của họ, nhưng ban đầu họ đều được gợi ý bởi một bài kiểm tra tư cách. Beatrice Prior (Shailene Woodley), đã từng lớn lên tại Abnegation, môn phái điều hành chính phủ, đã luôn luôn bị mê hoặc bởi Dauntless. Bố của cô, Andrew (Tony Goldwyn) nằm trong hội đồng cầm quyền cùng với người đứng đầu của Abnegation, Marcus Eaton (Ray Stevenson).
Trải qua 1 đợt huấn luyện gian khổ, cuối cùng cô đã tốt nghiệp. Sau đó Four - huấn luyện viên trường phái Dauntless, đồng thời là người yêu Tris phát hiện ra chính nhóm của mình đang đi lên tàu và tấn công nơi cô sinh ra và lớn lên dưới bàn tay của Jenny (phái Erudite). Thiếu hụt đồng minh, Tris và Four đã để lộ kế hoạch và có lẽ Tris sẽ là người dị biệt đầu tiên phải chết nếu như không có mẹ ra tay cứu giúp. Không lâu sau đó, bố mẹ cô đều tử trận trong lúc bảo vệ con gái sống sót. Chỉ còn 3 người dị biệt đang ngoài tầm kiểm soát (anh trai Tris, Tris, Marcus), tất cả đều là niềm hi vọng cuối cùng của hàng trăm người vô tội ngoài kia. Cản trở lớn nhất của Tris là khi Four cũng đang bị Jenny điều khiển. Bằng tình yêu của mình, Tris may mắn cảm hoá được Four, cả 2 lật kèo thành công trong vô vàn sung sướng. Phim kết thúc với cảnh đoàn tàu đang đi về phía chân trời.

## Diễn viên

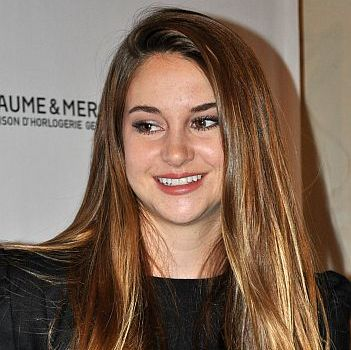
Shailene Woodley trong vai Beatrice Prior.

- Shailene Woodley trong vai Beatrice "Tris" Prior
- Theo James trong vai Tobias "Four" Eaton
- Ashley Judd trong vai Natalie Prior
- Jai Courtney trong vai Eric Coulter
- Ray Stevenson trong vai Marcus Eaton
- Zoë Kravitz trong vai Christina
- Miles Teller trong vai Peter Hayes
- Tony Goldwyn trong vai Andrew Prior
- Ansel Elgort trong vai Caleb Prior
- Maggie Q trong vai Tori Wu
- Mekhi Phifer trong vai Max
- Kate Winslet trong vai Jeanine Matthews
- Ben Lloyd-Hughes trong vai Will
- Christian Madsen trong vai Al
- Amy Newbold trong vai Molly Atwood

## Âm nhạc
Phần nhạc nền cho Divergent được Junkie XL biên soạn và người cố vấn lâu năm của anh, Hans Zimmer, sản xuất. Randall Poster là người giám sát âm nhạc của bộ phim. Phần nhạc phim được hãng thu âm Interscope Records phát hành vào ngày 11 tháng 3 năm 2014.

## Phân phối

### Tiếp thị
Hình ảnh đầu tiên của Shailene Woodley trong vai Beatrice "Tris" Prior được tiết lộ bởi Entertainment Weekly vào ngày 24 tháng 4 năm 2013. Một vài giây xem trước của phần hậu trường bộ phim sau đó được công bố tại Liên hoan phim Cannes 2013. Vào ngày 7 tháng 6, Entertainment Weekly phát hành một bức ảnh Theo James (Four) đang dẫn những người nhập môn Dauntless tham quan tổng hành dinh mới của họ. Tạp chí này tiết lộ thêm nhiều hình ảnh khác vào ngày 19 tháng 7. Vào ngày 16 tháng 7, USA Today công bố hình ảnh đầu tiên của Kate Winslet trong vai Jeanine Matthews.
Ngày 18 tháng 7 năm 2013 Summit tổ chức một buổi hội thảo tại San Diego Comic-Con ở Hall H. Shailene Woodley, Theo James, Maggie Q, Zoe Kravitz, Ansel Elgort, Ben Lloyd-Hughes, Amy Newbold, Miles Teller, Christian Madsen, đạo diễn Neil Burger, và nữ nhà văn Veronica Roth đã tham gia buổi hội thảo này và trả lời các câu hỏi của những người hâm mộ, ngoài ra tại đây một đoạn ngắn của bộ phim cũng được công chiếu.
Ngày 22 tháng 8 năm 2013, một đoạn ngắn của teaser trailer đầu tiên được phát hành bởi MTV. Teaser hoàn chỉnh được công chiếu vào ngày 25 tháng 8 năm 2013 trong chương trình trước khi biểu diễn của Giải Video âm nhạc của MTV. Hai áp phích chính thức với sự xuất hiện của Woodley và James trong vai Tris và Four, với phần hình xăm của hai người được làm nổi bật lên được công bố vào ngày 23 tháng 9 năm 2013. Neil Burger phát hành đoạn trailer đầy đủ chính thức vào ngày 13 tháng 11 năm 2013. Ngày 4 tháng 2 năm 2014 Shailene Woodley và Theo James phát hành trailer chính thức cuối cùng của bộ phim trong khi họ tham gia chương trình Jimmy Kimmel Live!.
Chiến dịch quảng bá cho bộ phim tốn ít nhất 50 triệu USD.

### Phát hành
Vào ngày đầu tiên vé được bán ra, bộ phim bán được phân nửa tổng số lượng vé.

### Giải trí tại gia
Divergent được phát hành trên hai định dạng DVD và Blu-ray vào ngày 5 tháng 8 năm 2014. Trước khi phát hành DVD, một cảnh bị xóa trong bộ phim với sự xuất hiện của Miles Teller trong vai Peter Hayes và Ben Lamb trong vai Edward được phát hành vào ngày 30 tháng 7 năm 2014.